# Raúl Tamudo
Raúl Tamudo Montero (ur. 19 września 1977 w Santa Coloma de Gramenet) – hiszpański piłkarz występujący na pozycji napastnika, obecnie zawodnik hiszpańskiego CE Sabadell.
Ma za sobą 13 występów w reprezentacji Hiszpanii oraz 5 bramek.
Swoją karierę z piłką rozpoczynał w Espanyolu Barcelona, ale zazwyczaj grał w rezerwach. W 1998 roku trafił do Deportivo Alavés i grał tam do końca sezonu. Następnie przez pół roku grał w UE Lleida, po czym zdecydował się na powrót do swojego macierzystego klubu, którego barw bronił do 2010 roku. Wraz z reprezentacją Hiszpanii wywalczył srebrny medal na IO 2000 w Sydney. W 2007 roku wraz z rewelacyjnie się spisującym Espanyolem dotarł do finału Pucharu UEFA w którym przegrał z Sevillą w karnych 3:1.
Po 14 latach spędzonych w Espanyolu Tamudo rozstał się z klubem. Działacze postanowili nie przedłużać umowy z zawodnikiem. Powodem takiej decyzji miało być nieporozumienia z trenerem, utrata opaski kapitana, wypadnięcie z pierwszego składu, a w ostateczności skłócenie z działaczami klubu. Umowa Raúla wygasła z końcem czerwca 2010 roku. Następnie odszedł do Realu Sociedad.
W sierpniu 2011 roku podpisał 12-miesięczny kontrakt z zespołem Rayo Vallecano, beniaminkiem w sezonie 2011/2012 w lidze hiszpańskiej. W czerwcu 2012 jako wolny zawodnik przeszedł do prowadzonego przez Hugo Sáncheza meksykańskiego klubu CF Pachuca. W styczniu 2013 roku powrócił do Rayo.
3 września 2013 roku Raúl Tamudo przeszedł do drugoligowej Sabadelli.

## Sukcesy
- 2000 - srebrny medal na Igrzyskach Olimpijskich 2000 w Sydney
- 2000, 2006 - Copa del Rey
- 2007 - Puchar UEFA (finał)